# Andrea Giovi
Andrea Giovi (* 19. August 1983 in Perugia) ist ein italienischer Volleyballspieler.

## Karriere
Giovi begann seine Karriere 1997 bei CUS Perugia. Mit dem Verein spielte er bis 2003 in diversen unterklassigen Ligen. 2003 kam er zum Erstligisten RPA Perugia. Nach der Saison 2005/06 beim Zweitligisten Monini Spoleto wechselte er zum ebenfalls zweitklassigen Famigliulo Corigliano, mit dem er im folgenden Jahr den Aufstieg schaffte. 2009 gewann er mit Lube Macerata den italienischen Pokal. Anschließend war er ein Jahr bei Andreoli Latina aktiv, bevor er zu ER San Giustino ging. 2011 erreichte er mit der italienischen Nationalmannschaft das Finale der Europameisterschaft. 2012 gewann er mit Italien bei den Olympischen Spielen in London die Bronzemedaille.